# Jaroslava Bajerová
Jaroslava Bajerová (Brno, 1º aprile 1910 – 23 agosto 1995) è stata una ginnasta cecoslovacca, dal 1992 ceca.

## Palmarès

### Olimpiadi
- 1 medaglia:
  - 1 argento (Berlino 1936 a squadre)